# 투구 (문장학)
투구(helmet 헬멧[*], helm 헬름[*])는 문장학에서 문장의 구성요소 중 하나로, 방패의 위, 화관 및 휘장의 아래에 위치한다.  사용되는 투구의 종류는 문장 소지자의 격에 따라 달라진다. 일부 지역, 특히 게르만-노르드 문장 전통에서는 투구가 문장의 필수 구성요소다.
귀족들은 대개 개방형 투구(헬멧)을 사용하고, 귀족 이하의 준귀족이나 시민계급은 폐쇄형 투구(헬름)을 사용했다. 이 원칙은 변화가 없으나, 시간이 지남에 따라 세부적인 투구의 종류는 실제 사용되는 투구의 진화에 따라 변화하였다.
성직자의 경우 갈레로가 투구의 역할을 대신했다.

귀족용 개방형 투구.
향사나 신사 등 준귀족 이하 계층용 폐쇄형 투구.